# Гамфрі (Нью-Йорк)
Гамфрі (англ. Humphrey) — місто (англ. town) в США, в окрузі Каттарогус штату Нью-Йорк. Населення — 703 особи (2020).

## Демографія
Згідно з переписом 2010 року, у місті мешкало 687 осіб у 273 домогосподарствах у складі 198 родин. Було 522 помешкання
Расовий склад населення:
| - 99,0 % — білих - 0,6 % — корінних американців - 0,1 % — азіатів |

До двох чи більше рас належало 0,3 %. Частка іспаномовних становила 0,6 % від усіх жителів.
За віковим діапазоном населення розподілялося таким чином: 23,1 % — особи молодші 18 років, 64,4 % — особи у віці 18—64 років, 12,5 % — особи у віці 65 років та старші. Медіана віку мешканця становила 42,6 року. На 100 осіб жіночої статі у місті припадало 113,4 чоловіків;  на 100 жінок у віці від 18 років та старших — 109,5 чоловіків також старших 18 років.
Середній дохід на одне домашнє господарство  становив 72 037 доларів США (медіана — 60 000), а середній дохід на одну сім'ю — 76 247 доларів (медіана — 69 688). Медіана доходів становила 53 333 долари для чоловіків та 44 063 долари для жінок. За межею бідності перебувало 21,7 % осіб, у тому числі 35,0 % дітей у віці до 18 років та 7,0 % осіб у віці 65 років та старших.
Цивільне працевлаштоване населення становило 397 осіб. Основні галузі зайнятості: освіта, охорона здоров'я та соціальна допомога — 26,2 %, виробництво — 11,1 %, фінанси, страхування та нерухомість — 10,8 %.